# Препуж
Препуж (словен. Prepuž) — поселення в общині Словенська Бистриця, Подравський регіон‎, Словенія.